# Varicorragia
La varicorragia es una complicación muy grave que consiste en una hemorragia causada por la rotura de una vena varicosa. También es provocada por un pequeño traumatismo o por un simple rascado.   
La varicorragia no produce habitualmente complicaciones mortales; pero en algunos casos, sí. 
Esta complicación afecta a personas que tienen varices de muchos años de evolución. Están localizadas en el tercio inferior de las piernas, y las venas suelen ser muy superficiales y bajo una piel muy fina. 
Si ocurre la varicorragia durante el sueño, puede ser muy grave. Para que calme esa hemorragia puede hacerse compresión digital y levantar la pierna 90 grados; luego se realiza un vendaje compresivo.
- Datos: Q6159709